# التصريح (سياسة الشرطة)

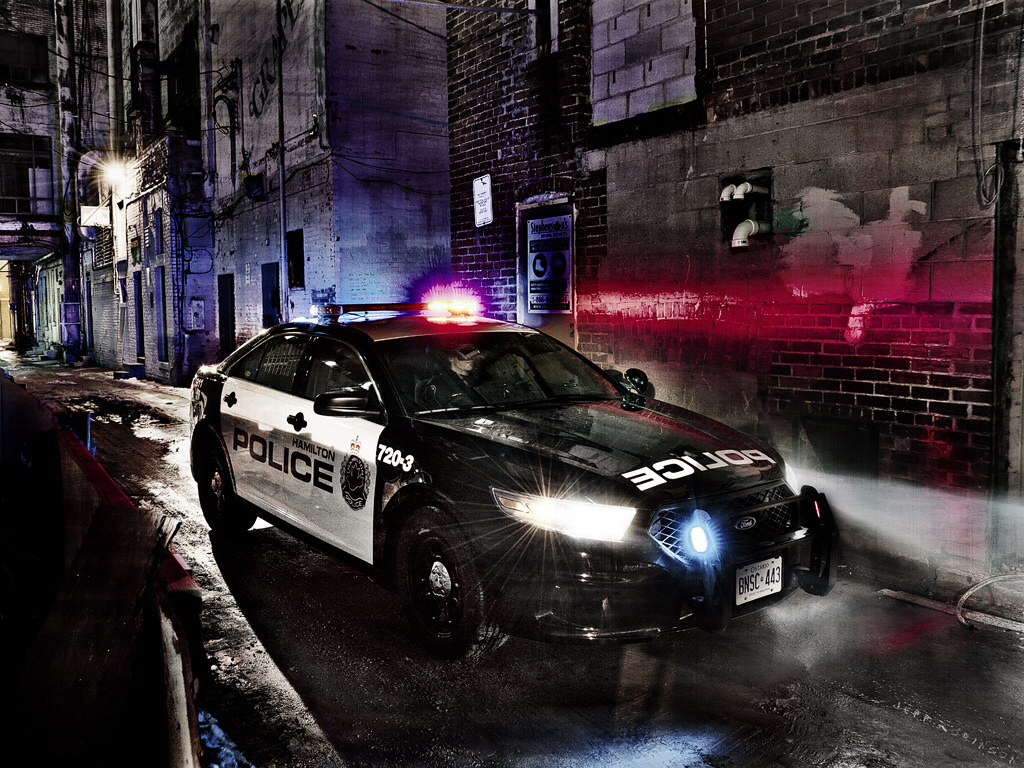

التصريح (سياسة الشرطة) في كندا يعتبر إصدار البطاقات والمعروف رسميا باسم سياسة جهات الاتصال المجتمعية.سياسة جمع المعلومات الاستخبارية الي تتضمن إيقاف واستجواب وتوثيق الأفراد عندما لا يتم التحقيق في أي جريمة معينة. تتم التفاعلات في الأماكن العامة والخاصة أو في أي مكان تتواصل فيه الشرطة مع الجمهور.يتم الاحتفاظ بالمعلومات التي تم جمعها مسجلة، في قاعدة بيانات تقارير المعلومات الميدانية.
تتضمن تقارير المعلومات الميدانية تفاصيل تشمل جنس الأفراد، والعرق، وسبب التفاعل، والموقع، وأسماء أي من المساعدين.
,] لبناء قاعدة بيانات للاستخدام المستقبلي غير المحدد. رسمياً، الأفراد ليسوا محتجزين قانونياً، لكن هذا التمييز غير واضح. .]
وقد ثبت أن برامج إصدار البطاقات تستهلك قدرًا كبيرًا من موارد الشرطة، مع نتائج قليلة أو معدومة يمكن التحقق منها على مستوى الجريمة. [] ومن المعروف أن استخدام البطاقات يساهم في تسجيل عدد غير متناسب من السود والسكان الأصليين في قواعد بيانات إنفاذ القانون.
يدعي. رئيس شرطة ريجينا إيفان براي أن التمييز بين التصريح والتفاعل بين الشرطة والمدنيين يعتمد على ما إذا كانت المعلومات التي تم جمعها مسجلة أم لا. في عام 2017، تعريف إدارة شرطة فانكوفر للفحص في الشارع هو عندما يوقف الضابط شخصًا لإجراء مقابلة أو تحقيق فيما يتعلق بنشاط مشبوه أو جريمة مشتبه بها. في عام 2018، أوضحت إدارة شرطة فانكوفر أن الحادث لا يعتبر إلا فحصًا للشارع عندما يسجل الضابط المعلومات الشخصية للفرد بنجاح.
يدعي كيفين بروكويل، المتحدث باسم دائرة شرطة كالغاري، أن مصطلح الكاردينغ نشأ في شرق كندا أكد قائد شرطة ليثبريدج روب ديفيس أن مصطلح الكاردينغ نشأ في الولايات المتحدة وأن فحص الشارع هو لا تتوقف وتنتقل. يزعم رئيس شرطة واترلو بريان لاركن أن الضباط يحملون بطاقة لتحديد كيفية اتصال الناس ببعضهم البعض. تقول شرطة هاليفاكس الإقليمية أن الضباط يقومون أيضًا بفحص سلبي للشوارع، حيث تستند السجلات إلى الملاحظات بدلاً التفاعلات
في صيف عام 2014، أوقفت شرطة تورونتو استخدام بطاقات النسخ المطبوعة المادية (نموذج TPS 306)، وتم توجيه الضباط لإدخال المعلومات التي تم التقاطها أثناء اشتباكات المجتمع في مذكرتهم كمذكرات سلامة المجتمع (CSN)، والتي قد يتم الاحتفاظ بها لمدة بحد أقصى سبع سنوات. توجّه خطة أونتاريو لمكافحة الإرهاب لعام 2014 الشرطة لضمان استخلاص المعلومات الاستخباراتية "يتم مشاركتها بانتظام مع الشركاء الرئيسيين"، بما في ذلك خدمة الاستخبارات الجنائية الكندية، وشرطة مقاطعة أونتاريو، ودائرة الاستخبارات الأمنية الكندية، وشرطة الخيالة الملكية الكندية. [

## تقارير فحص الشوارع
تشير شرطة بيل الإقليمية إلى الممارسة على أنها "فحص شارع" وإدخال المعلومات التي تم جمعها من "تقارير فحص الشارع" في قاعدة بيانات تحتفظ بها شرطة بيل. كما تستخدم خدمة شرطة إدمونتون مصطلح تقرير فحص الشوارع جمع المعلومات في ظروف معينة  تمت متابعة الفحص حتى نوفمبر عام 2016 . كانت لدى خدمة كالغاري التابعة للشرطة ممارسة في جمع قسائم الفحص أطلقت. شرطة إسبانيولا على هذه الممارسة "جمع قسائم الفحص
حتى تشرين الثاني / نوفمبر 2016 , . كان لدى شرطة كالغاري ممارسة في جمع قسائم الفحص
] تقارير استخبارات الشوارع: لدى خدمة شرطة ليثبريدج ممارسة في جمع تقارير استخبارات الشوارع
neutral term.
[] مقابلات الاتصال تتجنب العمولة مصطلح الترقيع لأنها تفضل استخدام مصطلح أكثر حيادية. .[] في يوليو 2018، عرّف مجلس مفوضي الشرطة في ساسكاتون. مقابلة الاتصال بأنها «الاتصال مع الجمهور الذي بدأه أحد أفراد خدمة الشرطة بهدف جمع معلومات لا تتعلق بحادث أو جريمة معروفة محددة». [. ] يمكن الاحتفاظ بمعلومات مقابلة الاتصال لمدة تصل إلى خمس سنوات.
في تشرين الأول / أكتوبر 2016، في ندوة تمارين التقديم التي عقدها مركز ألبرتا لأبحاث الحريات المدنية في جامعة كالغاري، أعلن قائد شرطة كالغاري روجر شافين أنه سيتم إنهاء خدمة مصطلح قسائم الفحص واستبدالها بمصطلحات المشاركات.

## تعديل النطاق
```
بدأ سريان لوائح أونتاريو التي تقيد استخدام البطاقات في بداية عام 2017.
[
24
]
 ما أدى إلى تغيير نطاق إصدار البطاقات في مدن أونتاريو.
```

```
يشير تقرير PACER إلى أنه في الفترة من 2009 إلى 2011، تم إدخال 1,104,561 شخصًا في قاعدة بيانات تقرير المعلومات الميدانية لخدمة شرطة تورونتو
[
25
]
 FIR.6]
```

```
في عام 2009، أدخلت إدارة شرطة فانكوفر 11507 إدخالات لتفتيش الشوارع في قاعدة بياناتBC PRIME
[
26
]
 7] بين عامي 2008 و 2017، أجرى الضباط 97.281 عملية تفتيش في الشوارع. 15٪ كانوا من السكان الأصليين، (2٪ من السكان المحليين)، 4٪ كانوا من السود (أقل من 1٪ من السكان المحليين).
[
27
]
 مع تزايد الفوارق العرقية بمرور الوقت
```

دخلت خدمة شرطة أوتاوا 45802 شخصًا في قاعدة بيانات نظام إدارة سجلات أوتاوا (RMS) من 23402 فحصًا للشارع في السنوات 2011 إلى 2014 [] في عام 2012، اكتشف أندرو تيسوفسكي أنه على الرغم من براءته من أي جريمة، فقد جمعت خدمة شرطة أوتاوا وقام بتخزين بعض من معلوماته الشخصية لمدة ست سنوات. [] نشرت خدمة شرطة هاميلتون العدد السنوي لفحوصات الشوارع التي أكملها فريق ACTION في تقرير نهاية العام 2013 إلى مجلس الإشراف على الخدمة: 5,423 فحص شارع في 2011، و 4,803 في 2012 و 3,684 في 2013، [] سجلات هذه الأنشطة كانت مسجلة في قاعدة بيانات NICHE الخاصة بالخدمة. []
```
منذ عام 2005، قدم ضباط شرطة هاليفاكس الإقليمي 68,400 فحص في الشوارع لـ 36,700 فرد. [
[
32
]
] يتم تخزين المعلومات في Versadex ، وهي قاعدة بيانات شرطة هاليفاكس الإقليمية تستخدم أيضًا لتخزين معلومات أخرى.
```

أجرت شرطة واترلو الإقليمية 68.400 فحصًا في الشوارع بين عامي 2005 و 2015. وزادت محطات التوقف في المنطقة من 1339 عام 2005 إلى 8500 عام 2013. [] تلتقط السجلات التاريخ والوقت والمعلومات الشخصية مثل العنوان والطول والوزن والجنس والعرق.
منذ عام 2006، قدم ضباط شرطة نياجرا الإقليمية 157315 فحصًا في الشوارع.
```
من 2009 إلى 2014، أجرت شرطة بيل الإقليمية 159,303 فحصًا في الشوارع، مسجلة على بطاقات PRP17 ، وكشف طلب لحرية المعلومات من أحد سكان منطقة بيل أن السود من المرجح أن يتم إيقافهم ثلاث مرات أكثر من البيض.
```

بين عامي 2011 و 2014، خدمت [[دائرة شرطة إدمونتون 105306 أفراد، أي ما يزيد عن 26000 شخص سنويًا. في إدمنتون، يتم تخزين معلومات البطاقة إلى أجل غير مسمى. أقرت خدمة الشرطة بأن "الشرطة لا تبلغ الناس بحقهم في الابتعاد" وتتخذ موقفًا مفاده أن "بعض المسؤولية يجب أن تقع على الأفراد لمعرفة حقوقهم".
في عام 2014 ، أجرت دائرة شرطة لندن 8,400 فحصًا في الشوارع وأدخلت 14,000 شخص ومركبة وممتلكات في قاعدة بياناتهم، من بين أولئك الذين تم تحديدهم، 71٪ كانوا من البيض، 7.7٪ من السود و 5.3٪ من السكان الأصليين
في عام 2010 ، قامت دائرة شرطة كالغاري بتمشيط 47000 شخص، بينما في عام 2015 حصل على 27000 شخص بطاقة.
في عام 2014 ، أوقفت دائرة شرطة ساسكاتون ما يقرب من 4500 شخص، حوالي 1.7 في المائة من سكان المدينة. في عام 2015، تم إجراء 735 عملية تفتيش في الشوارع. في ساسكاتون، يتم الاحتفاظ بسجلات فحص الشوارع لمدة عشر سنوات.
في عام 2014، أنتجت خدمة شرطة وندسور 953 تقريرًا عن فحص الشوارع، وبلغ متوسط الخدمة 1,265 فحصًا في الشارع سنويًا.
في عام 2015، قدمت خدمة شرطة ليثبريدج 1,257 تقريرًا عن البطاقات، و 1,007 في عام 2016. على الرغم من أن 80 في المائة من سكان ليثبريدج يعتبرون قوقازيين، فإن 60 في المائة من حوادث البطاقات المسجلة في ليثبريدج شملت غير قوقازيين.
في عام 2012، قدمت دائرة شرطة إدمونتون 27322 تقرير بطاقة، 27155 في عام 2015 و 22969 في عام 2016 خلال عام 2016 في إدمونتون، كانت النساء من السكان الأصليين أكثر عرضة للوقوف من قبل الضباط 10 مرات.
```
في عام 2017، قدمت خدمة شرطة هاميلتون 5 تقارير تمرين.
```

```
في عام 2017، سجلت خدمة شرطة أوتاوا 7 محطات توقف.
```

```
في عام 2017، سجلت إدارة شرطة فانكوفر 6322 فحصًا في الشارع. في حين أن السكان الأصليين يشكلون حوالي 2 في المائة من سكان فانكوفر، فإن 16 في المائة من أولئك الذين خضعوا لفحوصات الشوارع في فانكوفر في 2017 كانوا من السكان الأصليين.
```

في عام 2017، قدمت خدمة شرطة إدمونتون 15909 تقريرًا عن فحص الشوارع، وهو انخفاض بنسبة 30 في المائة مقارنة بعام 2016، وهو الأمر الذي ينسبه قائد الشرطة رود كنيخت جزئيًا إلى الجدل بشأن إصدار البطاقات.
```
في عام 2019، تؤكد جامعة أوتاوا أنه وفقًا للسياسة 33، يُصرح لأعضاء خدمات الحماية بطلب إثبات الهوية من الأشخاص في الحرم الجامعي.
```

## الجدل
```
إن معارضة إصدار البطاقات منتشرة على نطاق واسع، حيث تشير الشهادات والتحقيقات التي أجرتها منظمة إخبارية إلى أنه عند ممارسته في تورونتو، فإنه يستهدف في الأساس الأشخاص السود. أفاد الاتحاد القانوني في أونتاريو بأن البطاقة تنفذ انتهاكًا منهجيًا لحقوق الناس في الميثاق، وحقوق الإنسان، وحقوق الخصوصية. يعتقد مكتب أمين المظالم في أونتاريو أن ممارسة البطاقات غير قانونية.
```

في 18 نوفمبر 2013، قررت جمعية الحريات المدنية الكندية]] أن إصدار البطاقات على أنها «غير قانونية وغير دستورية» لمجلس خدمات شرطة تورونتو.
في 13 يناير / كانون الثاني 2014، أخطرت لجنة أونتاريو لحقوق الإنسان رسمياً مجلس خدمات شرطة تورنتو بضرورة إيقاف ممارسة إصدار البطاقات.
في 7 مايو 2015، في قضية Elmardy ضد TPSB ، حكم قاضي المحكمة العليا في أونتاريو، فريدريك مايرز، «يُسمح للشخص الذي لا يتم التحقيق معه بشأن الإجرام بالسير في الشارع في ليلة باردة ويديه في جيوبه وإخباره ضباط الشرطة الفضوليين يضيعون دون أن يتم احتجازهم أو تفتيشهم أو التعرض لدرجات حرارة دون الصفر أو الاعتداء عليهم».
في 23 أكتوبر 2015، روث جوبا، المفوض المؤقت المؤقت للجنة أونتاريو لحقوق الإنسان، ذكرت أنه عندما يطلب رئيس شرطة هاملتون دي كاير من ضباط الشرطة «التوقف عن الشباب السود والتحدث معهم والتحقيق معهم»، فإن دائرة شرطة هاميلتون تنفذ وصف كتاب مدرسي للتنميط العرقي. في 26 أبريل 2016، مستشار هاميلتون ماثيو جرين، وهو مسؤول عام في هاميلتون يعارض بطاقة الشرطة.
بعد بعثة لتقصي الحقائق في أكتوبر / تشرين الأول 2016، عبر فريق الخبراء العامل التابع للأمم المتحدة المعني بالمنحدرين من أصل أفريقي عن مخاوفه من أن التنميط العرقي متوطن في استراتيجيات وممارسات التمحيص التي يستخدمها إنفاذ القانون الكندي.
```
في 8 نوفمبر / تشرين الثاني 2016، خلال فترة السؤال، صرح مايك إليس، MLA لـ Calgary-West ، بأن التصريح ينتهك القسم 9 من ميثاق الحقوق والحريات. 
```

في 9 يناير 2017، نشرت شرطة هاليفاكس الإقليمية إحصاءات تظهر أن الشرطة كانت أكثر عرضة بثلاث مرات لبطاقات السود من البيض. رد رئيس نوفا سكوتيا ستيفن ماكنيل، «لا أعتقد أنه مقبول في أي مكان. أعتقد أنني فوجئت، مثل معظم نوفا سكوتيين، حسب الإحصائيات التي تم إصدارها». قال العمدة مايكل سافاج إن الأرقام تهمه، وأنه سيضغط على القوة لجمع المزيد من المعلومات لتحديد سبب إجراء عمليات الفحص وما الذي تبحث عنه الشرطة. في أبريل / نيسان 2017 أعلنت لجنة نوفا سكوشيا لحقوق الإنسان أنها ستقود تحقيقًا في ممارسة التزحلق في هاليفاكس.
```
=الاستجابات=
```

```
في عام 2015، أنشأ كريستيان ليفين، خريج كلية الحقوق، تطبيق Legalswipe ، وهو تطبيق يستمد من كتيب «اعرف حقوقك» الصادر عن جمعية الحريات المدنية الكندية، ويوجه الناس خلال لقاءات الشرطة.
```

```
في 17 يناير 2017، قدم علماء الجريمة في جامعة تورنتو أنتوني دوب وروزماري غارتنر تقريرًا بعنوان «فهم تأثير توقف الشرطة» إلى مجلس خدمات شرطة تورونتو، من بين الاستنتاجات أن الفوائد من التصريح «تفوقها إلى حد كبير أدلة مقنعة على الضرر هذه الممارسات على حد سواء للشخص الخاضع لها وللعلاقة طويلة المدى والشاملة للشرطة مع المجتمع». 
```

External linksEdit
•	Report of the Independent Street Checks Review 2018 at the Wayback Machine (archived 2019-01-04)
•	Halifax, Nova Scotia: Street Checks Report 2019 at the Wayback Machine (archived 2019-03-31)
•	Canadian Civil Liberties Association’s “know your rights” handbook
•	Legalswipe
•	Independent Street Checks Review